# 趕海

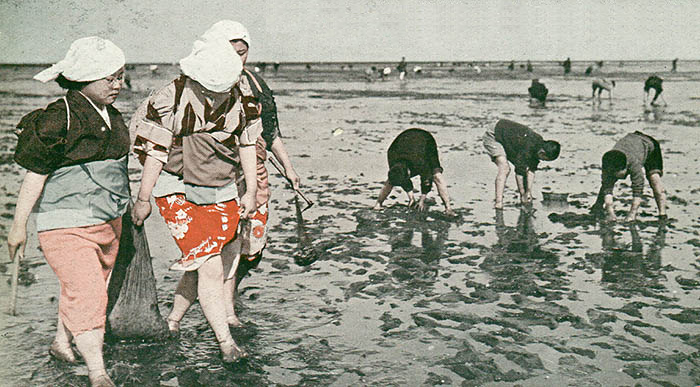
1937年日本羽田的人們在挖蛤蜊。

趕海又稱拾潮，是指在退潮的海滩上拾捡扇贝、海螺或鲍鱼等贝类软体动物，也或者是捕捉螃蟹、龙虾、鳗鱼等水生动物，是徒手捕捞的一种形式。

## 概述
捡贝壳类水生动物可以是在潮间带地区，用一个铁锹或者耙子在泥泞的泥沙地带上采集。
海鲜可以在世界上各个海边、河流、湖泊找到。